# Aérodrome de Boulsa
L'aéroport de Boulsa est un aéroport situé au Burkina Faso.